# João de Bettencourt de Andrade Albuquerque
João de Bettencourt de Andrade Albuquerque ComC (Ponta Delgada, São José, 12 de Janeiro de 1819 - 2 de Agosto de 1901) foi um empresário agrícola e político açoriano.

## Biografia
Filho de Mateus Francisco de Andrade Albuquerque de Bettencourt (Ponta Delgada, 21 de Setembro de 1766 - ?), quatro filho, Bacharel em Leis e Filosofia pela Faculdade de Direito e pela Faculdade de Letras da Universidade de Coimbra, Advogado Público e do Senado da Câmara de Ponta Delgada, etc., e de sua primeira mulher e prima em quarto grau (25 de Junho de 1815) Maria Soares de Albergaria (1784 - 1829).
Foi Bacharel formado em Direito pela Faculdade de Direito da Universidade de Coimbra, e exerceu durante muitos anos o cargo de Administrador do Concelho de Ponta Delgada. Foi também Fidalgo Cavaleiro da Casa Real por Alvará de 22 de Setembro de 1862 e Comendador da Ordem de Cristo por Decreto de 13 de Maio de 1875, último Senhor de vários Vínculos, etc.
Casou em Ponta Delgada, Matriz (hoje São Sebastião), a 19 de Abril de 1849 com sua prima Carolina Adelaide Borges da Câmara de Medeiros ou de Medeiros de Sousa Dias da Câmara (Ponta Delgada, São José, 6 de Janeiro de 1832 - ?), filha de Duarte Borges da Câmara de Medeiros, o 1.º Visconde da Praia, e de sua mulher Ana Teodora de Medeiros de Sousa Dias da Câmara ou Borges do Canto de Medeiros. Foram suas filhas Isabel Maria de Andrade Albuquerque de Bettencourt (Ponta Delgada, São Sebastião, 1850 - 1877), casada em Ponta Delgada, Matriz (hoje São Sebastião), a 26 de Junho de 1867 com Francisco Pereira Lopes de Bettencourt Ataíde, com geração, Elisa de Andrade Albuquerque de Bettencourt e Maria Estefânia de Andrade Albuquerque de Bettencourt, ambas falecidas solteiras, e foi seu filho Duarte de Andrade Albuquerque de Bettencourt, 1.º Conde de Albuquerque. Teve, também, um filho bastardo, casado e com geração.